# Catopsis morreniana
Catopsis morreniana е вид растение от семейство Бромелиеви (Bromeliaceae) с произход Коста Рика и Мексико.
Листата са зелени със сивкав оттенък и имат по-светли, почти прозрачни крайчета. Срещат се високо по върховете на дърветата, прикрепени към клонките. Напълно отгледан екземпляр в естествените условия достига до 35 cm диаметър, но по-често срещаните растения са 12 – 15 cm, цъфти с дребни жълти цветчета.